# Aleksis Kivi
Aleksis Kivi, nascido Alexis Stenvall, (10 de outubro de 1834 – 31 de dezembro de 1872) foi um escritor finlandês que escreveu a primeira obra literária significativa em língua finlandesa, Os Sete Irmãos (Título em finlandês: Seitsemän veljestä). Apesar de Kivi ter sido um dos primeiros autores de prosa e verso em finlandês, ele é até hoje considerado um dos maiores de todos os tempos.

## Biografia
Aleksis Kivi nasceu em Nurmijärvi, Finlândia, de uma família de alfaiates. Em 1846 ele foi para a escola em Helsinque, e em 1859 foi aceite na Universidade de Helsinque, onde estudou literatura e desenvolveu interesse pelo Teatro. Sua primeira peça foi Kullervo, baseada em um conto trágico de Kalevala. Também conheceu a famosa jornalista e estadista Johan Vilhelm Snellman. De 1863 em diante, Kivi dedicou seu tempo à escrita. Escreveu 12 peças teatrais e uma coleção de poesia.
A novela Sete Irmãos (Seitsemän veljestä) levou dez anos para escrever. Os críticos literários, especialmente o proeminente Augudt Ahlqvist, desaprovou o livro, pelo menos nominalmente por causa de sua "grosseria" - o romantismo estava em seu ponto forte na época - mas talvez também porque foi escrito no dialeto sul-ocidental do finlandês, enquanto Ahlqvist preferia dialetos do nordeste de sua pátria. Os Fennomans também desaprovaram a sua representação de não-tão-virtuosa vida rural que estava longe de seu ponto de vista idealizado. Em 1865 Kivi ganhou o Prémio do Estado para sua comédia Nummisuutarit (Os sapateiros na Heath) ainda bastante encenada. No entanto, a recepção menos entusiástica de seus livros foi cobrando seu preço e a essa altura Kivi já bebia bastante. Sua principal benfeitora Charlotta Lönnqvist não poderia ajudá-lo após a década de 1860. A deterioração física e o desenvolvimento de esquizofrenia (suspeita-se que causada por borreliose avançada) estabeleceram-se, e Kivi morreu pobre aos 38 anos de idade na virada do ano.

## Na Ficção
Em 1995-1996, o compositor finlandês Einojuhani Rautavaara escreveu uma ópera sobre a vida e a obra de Kivi. Em 2002, o filme A Vida de Aleksis Kivi (título em finlandês: Aleksis Kiven elämä), do diretor Jari Halonen, estreou nos cinemas finlandeses.

## Trabalhos
- Kullervo, 1864, vom finnischen Komponisten Aulis Sallinen neben dem Kalevala als Grundlage für seine Oper gleichen Namens aus dem Jahre 1992 verwandt
- Nummisuutarit, 1864 (dt. Die Heideschuster, Übersetzung: Gustav Schmidt, 1922)
- Olviretki Schleusingenissa, 1866 (dt. Bierfahrt nach Schleusingen)
- Yö ja päivä, Schauspiel, 1866 (dt. Nacht und Tag)
- Lea, Schauspiel, 1868
- Seitsemän veljestä, 1870 (dt. Die sieben Brüder, etliche Übersetzungen, so 1942 von Rita Öhquist)
- Margareta, Schauspiel, 1871